# Projecció cònica múltiple

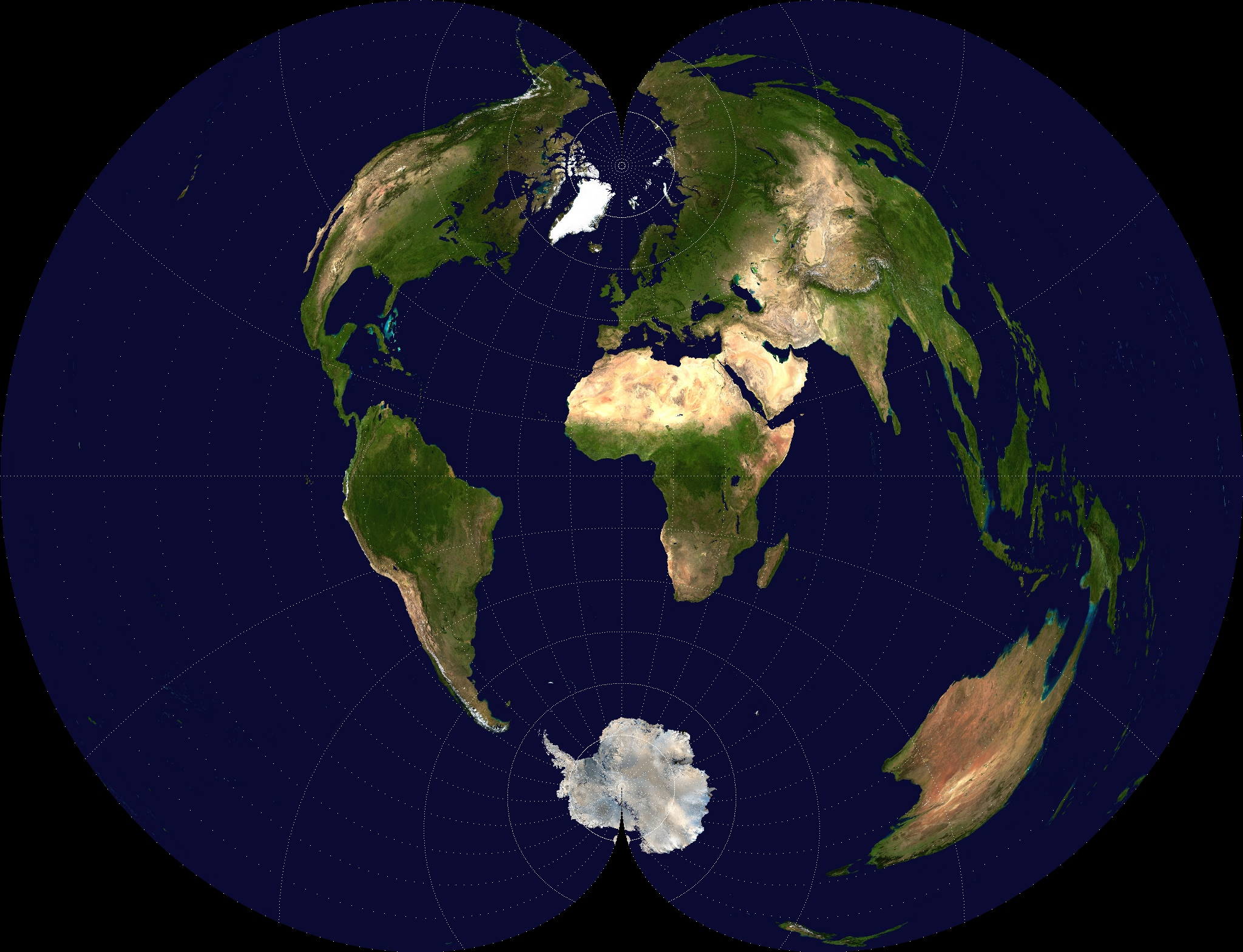
Projecció cónica múltiple de la Terra.

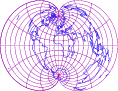
Projecció cónica múltiple

La projecció cònica múltiple o Projecció poli-cónica consisteix a utilitzar no un con, sinó diversos cons superposats. El resultat és un mapa dividit en franges. L'únic meridià que tindrà la mateixa escala és el central, que apareix com una línia recta. Els altres meridians són corbes, i l'escala augmenta amb la distància. També l'equador és una línia recta, perpendicular al meridià central. Els altres paral·lels són arcs concèntrics.
Aquesta projecció ni és conforme ni conserva les àrees, però a la zona central les variacions d'escala són mínimes.